# Grodorna (pjäs)

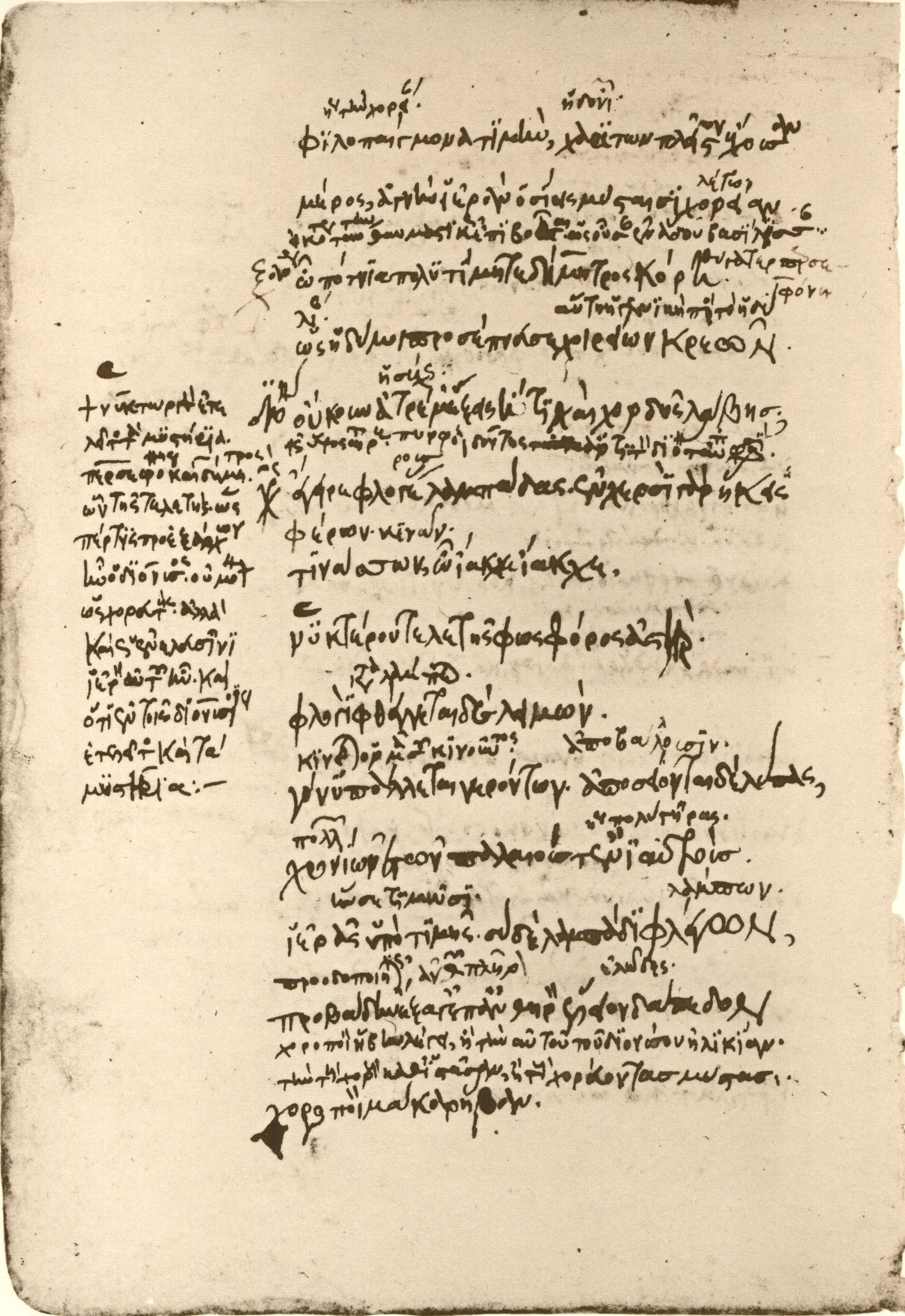
Grodorna i en handskrift från 1362, Vaticanus graecus 918, Vatikanstatens bibliotek

Grodorna (klassisk grekiska: Βάτραχοι Bátrachoi) är en pjäs från 405 f.Kr. av den grekiske författaren Aristofanes. Den handlar om guden Dionysos som reser till dödsriket Hades efter att Euripides och Sofokles har dött och den grekiska tragedin befinner sig i ett beklagansvärt tillstånd. Det hela utmynnar i en tävling i underjorden mellan Aischylos och Euripides om vem som är den främste tragiske diktaren.
Pjäsen tävlade vid Lenaia där den vann förstapriset.

## Handling
Dionysos, teaterns gud, grälar med sin slav Xanthias om vilken typ av skämt som är lämpliga att inleda pjäsen med. Dionysos är förtvivlad över den grekiska tragedins tillstånd och har bestämt sig för att bege sig till Hades för att hämta tillbaka den nyligen avlidne Euripides. Dionysos ber om råd från sin halvbror Herakles, som tidigare besökt Hades för att stjäla Kerberos. Herakles skrattar dock ut Dionysos som har klätt ut sig till Herakles, med lejonhud och stridsklubba, och rekommenderar honom att hänga sig, ta gift eller hoppa från ett torn för att komma till dödsriket. Dionysos väljer ändå den långa väg till Hades som Herakles själv hade tagit.
Färjkarlen Charon tar Dionysos till dödsriket. Under färden uppträder en kör av grodor som Dionysos grälar med i en agon. I dödsriket möter Dionysos och Xanthias omväxlande personer som hyser agg emot Herakles, vilket föranleder Dionysos att snabbt byta kläder med Xanthias, och omväxlande personer som är vänligt inställda till Herakles, vilket får Dionysos att vilja ha tillbaka lejonhuden och klubban.
Det framkommer att den nyligen avlidne Euripides har utmanat Aischylos om platsen som den främste tragiske diktaren vid Hades' bord. För att avgöra dispytes utlyses en tävling med Dionysos som domare. De två diktarna turas om att ömsom framhålla sin egen diktkonst, ömsom nedgöra den andres teknik. En våg bärs fram för att den vars diktning bär mest tyngd ska utses till vinnare. Aischylos vinner detta genom att nämna tyngre föremål i sina verser. Dionysos kan fortfarande inte bestämma sig och ber diktarna att ge sina bästa råd om hur Aten bör räddas. Euripides' svar är mycket välformulerat men innehållslöst. Aischylos är praktiskt förankrad och utses till vinnare. Hades tillåter Aischylos att återvända till livet för att hjälpa Aten ur sin nödsituation. Aischylos meddelar att Sofokles, inte Euripides, ska ha hans stol medan han är borta.

## Tematik
I pjäsens inledning avfärdar Dionysos alltför låga humorinslag, som enkel fysisk humor och skämt om kroppsutsöndringar, och avbryter påbörjade förvecklingar i dessa riktningar. Gudens kräsna sinne öppnar för ett spel mellan högt och lågt allteftersom pjäsen ändå hänger sig åt denna typ av humor.
Genom sina skildringar av kolliderande religiösa åskådningar och anspelningar på ritualer ger pjäsen ledtrådar till inslag i de dionysiska och eleusinska mysterierna.

## Svenska utgåvor
- Grodorna (översättning Tord Bæckström, Forum, 1957)